# Carynota maculata
Carynota maculata är en insektsart som beskrevs av William D. Funkhouser. Carynota maculata ingår i släktet Carynota och familjen hornstritar. Inga underarter finns listade i Catalogue of Life.